# ブロードビュー大学
ブロードビュー大学（英語：Broadview University、旧ユタ・キャリア・カレッジ）は、アメリカ合衆国ユタ州ソルトレーク・シティ市に本部を置く私立大学である。健康科学、経営、法律、インフォメーション・テクノロジー,  そしてエンターテインメント・アートの各学部がある。

## 沿革
1977年ソルト・レーク・シティの中心にブロードビュー大学の前進であるブライマン・スクールは設立された。1988年ソルト・レーク・シティ渓谷の中心にキャンパスを移転し、2000年には現在のウェスト・ジョーダンに移転、2005年より多くの学生を受け入れるためキャンパスを拡張した。2006年学士の学位授与を始め、2007年レイトン・キャンパス開校、続いて2008年オーラム・キャンパスを開校し、同年オンラインのみで一部学位取得が可能となった。2010年名称をブロード・ビュー大学と変更した。
学位授与については、1996年に準学士号 (AAS-Associate in Applied Science degrees), 2006年に学士号 (BS-Bachelor of Science degrees)、美術学士号 (BFA-Bachelor of Fine Arts degrees)、修士号 (MS-Master of Science in Management degrees) が授与可能となった。

## 認定校制度
ブロードビュー大学はアクレディティング・カウンシル・フォー・インディペンデント・カレッジアンドスクールス (ACICS-Accrediting Council　for Independent Colleges and Schools) の認定校である。
ACICSは全国アクレディテーション機関であり、取得単位は地域アクレディテーション機関に認定を受けた大学（州立大学や非営利の私立大学）では通常認められない。

## 学部・学科
5学部で構成されている

### 経営学部
- 会計
- 会計と税スペシャリスト
- 経営学
- インターネット・マーケティング
- メディア・ビジネス
- マネジメント会計
- 音楽ビジネス

### エンターテインメント・アーツ
- グラフィック・デザイン
- エンターテインメント・デザイン
- ゲーム・アート
- シークエンシャル・イメジング

### 法学
- 刑事司法
- パラリーガル

### 健康科学
- ヘルス・ケア・マネジメント
- ヘルス・フィットネス・スペシャリスト
- マッサージ・セラピー
- 医療アシスタント
- 看護師
- 薬学
- 獣医科学

### 情報科学
- 情報科学

## キャンパス
- ソルト・レーク・シティ (Salt Lake City)   240 East Morris Ave, Salt Lake City, Utah 84115
- ウエスト・ジョーダン (West Jordan)   1902 West 7800 South, West Jordan, Utah 84088
- レイトン (Layton)   869 West Hill Field Road, Layton, Utah 84041
- オーラム (Orem)   898 North 1200 West, Orem, Utah 84057
- ボイシ (Boise)   2750 East Gale Court, Meridian, Idaho 83642
- 2008年秋より、オンラインのみで一部の学位取得が出来るようになった。

## 系列学校
- グローブ大学/ミネソタ・スクール・オブ・ビジネス
- ザ・インスティテュート・オブ・プロダクション・アンド・レコーディング
- ダルース・ビジネス大学
- ベンチマーク・ラーニング
- ミネソタ・スクール・オブ・コスメトロジー

## 公式サイト
Broadview University